# Mathias Ruppnig
Mathias Ruppnig (* 28. Dezember 1986 in Oberpullendorf) ist ein österreichischer Jazzmusiker (Schlagzeug, Komposition) des Modern Jazz.

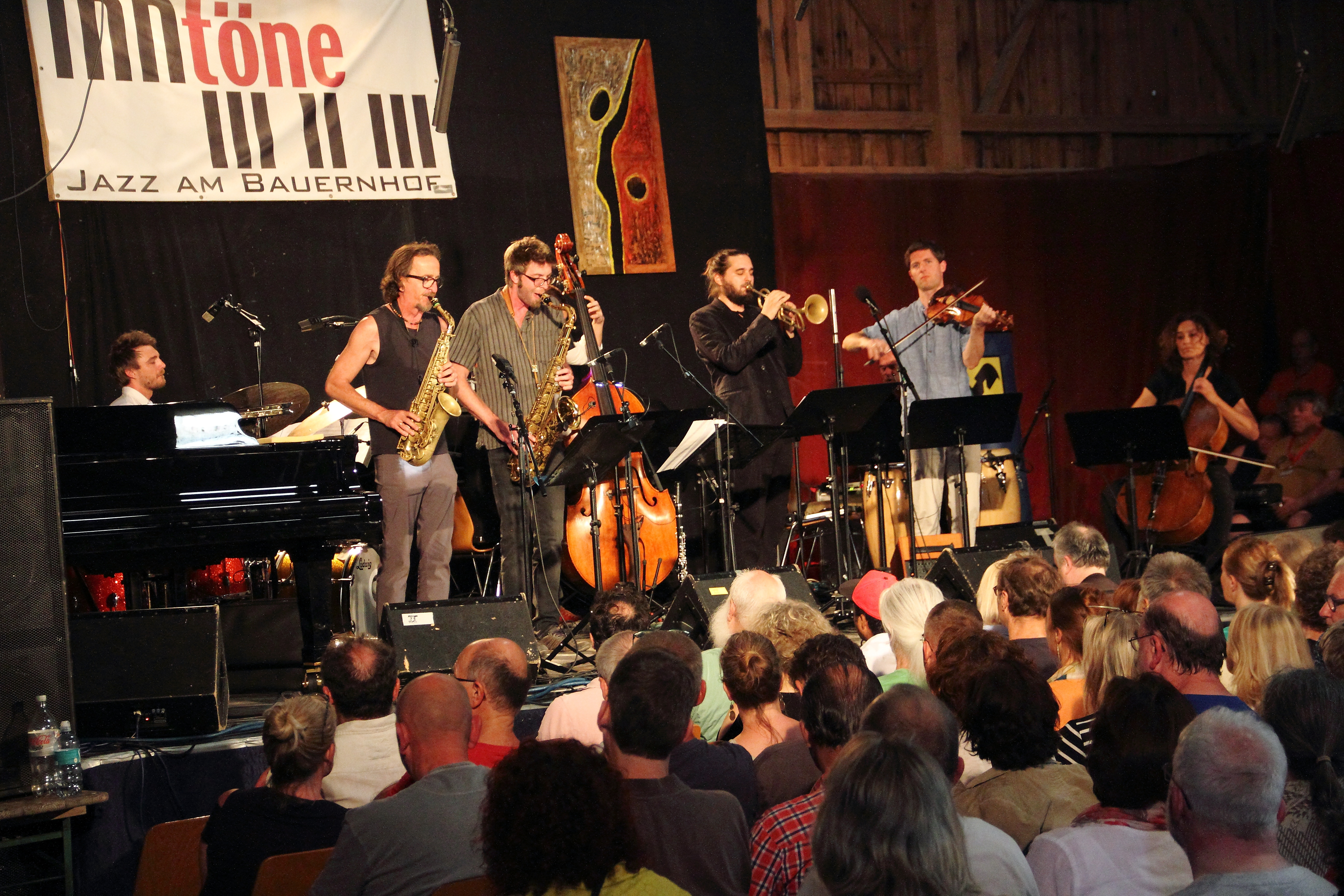
Mathias Ruppnig mit dem Dickbauer Collective auf dem INNtöne Jazzfestival Innsbruck 2017

## Leben und Wirken
Ruppnig hatte 1992–98 Unterricht in Schlagzeug und klassischer Perkussion bei Günter Meinhart; während der Schulzeit spielte er in diversen Rock-, Pop- und Punkrock-Bands. Er studierte an der Universität für Musik und darstellende Kunst Graz (Bachelor-Abschluss 2012 mit Auszeichnung); anschließend absolvierte er das Master-Studium an dieser Universität bei Howard Curtis. 2012 legte er sein Debütalbum mit Eigenkompositionen vor (Square, Session Work Records), gefolgt von The Spinning (Session Work, 2013). Beim Down Beat Student Music Award wurde er 2014 als Mitglied des KUG Composers Ensemble feat. Marco Antonio da Costa in der Kategorie Latin Group ausgezeichnet.
Nach Abschluss des Studiums in Graz 2014 „mit Auszeichnung“ wurde Ruppnig Mitglied des European Jazz Orchestra der Europäischen Rundfunkunion als Vertreter des ORF. Mit dem Quartett DACH erschien 2015 das Album Radio Liberty (Listen Closely Records). In den folgenden Jahren spielte er in der Formation Scopes (mit Ben van Gelder, Tony Tixier und Tom Berkmann) sowie im European Quartet von Tobias Meinhart. Ruppnig lebt derzeit in Berlin, wo er u. a. mit seinem Mathias Ruppnig Standards Trio und mit Ganna Gryniva auftritt.

## Diskographische Hinweise
- Square (Sessionwork Records, 2012), mit Jan Balaz, Viola Hammer, Joe Abentung
- The Spinning (Sessionwork Records, 2013), mit Jan Balaz, Robert Jukič, Marko Črnčec, Jure Pukl
- Dach: Radio Liberty (2015), mit Ilya Alabuzhev, David Six, Andrej Prozorov[2]
- Daniel Weltlinger: Szolnok (DMG 2019, mit Uri Gincel, Yonatan Levi und Mathias Ruppnig)[3]
- Tobias Meinhart 4tet & Kurt Rosenwinkel: Berlin People (Sunnyside Records, 2019)
- Ben van Gelder, Tony Tixier, Tom Berkmann, Mathias Ruppnig: Scopes (Whirlwind Recordings 2019)
- Vitalii Kyianytsia: Last Day of Spring (Double Moon Records 2022)